# Arkadia (Brześć)

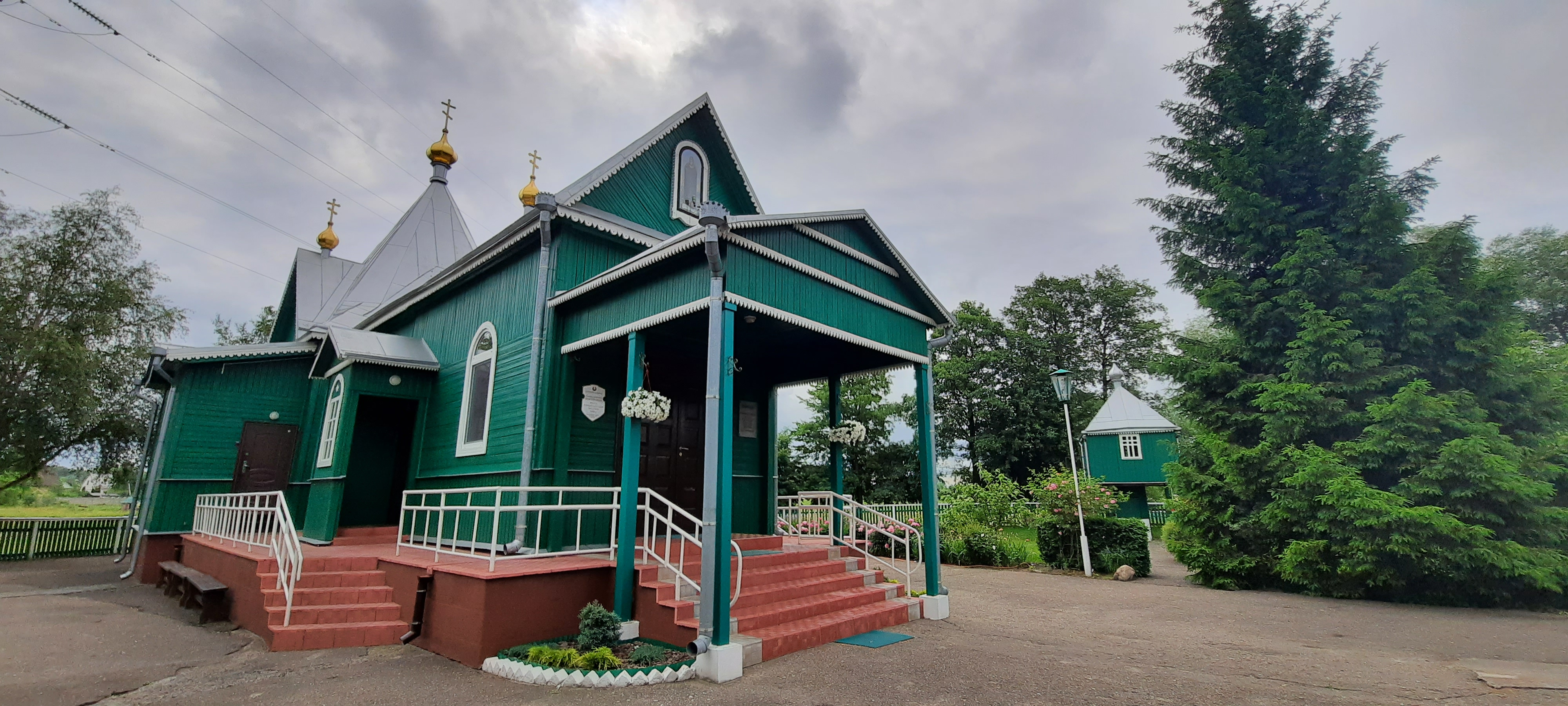
Cerkiew monasterska św. Atanazego Brzeskiego

Arkadia (biał. Аркадзія) – dawna wieś na Białorusi, położona w obwodzie brzeskim w rejonie brzeskim w sielsowiecie Gierszony, od 1 czerwca 2007 roku w granicach miasta Brześć.
W Arkadii znajduje się klasztor i cerkiew św. Atanazego Brzeskiego z XX wieku (kaplica poświęcona w 1988, klasztor otwarty w 1996).